# FK Renova
FK Renova (makedonski: ФК Ренова) je nogometni klub iz sela Džepčišta kod Tetova u Sjevernoj Makedoniji. Natječe se u Prvoj makedonskoj nogometnoj ligi.

## Povijest
Godine 2000. je osnovana nogometna škola. Kao rezultat uspješnog rada 2003. za školu se zainteresirala tvrtka „Renova“ iz sela Džepčišta i škola dobiva novo ime - Renova. Nakon toga se rodila ideja o osnivanju seniorske ekipe i poslije raznih analiza odlučeno je da se uzme ekipa FK Škumbini koja se tada natjecala u Trećoj ligi. Ekipa Škumbini se preimenovala u FK Renova i u sezoni 2003./04. se natjecala pod tim imenom.

FK Renova postaje dobro organizirana momčad, te osvaja prvo mjesto. Da bi se kvalificirala u Drugu ligu Makedonije moralo se igrati doigravanje s ekipom FK Vardar Negotino, koju je pobijedila poslije izvođenja jedanaesteraca.

U sezoni 2004./05. i u Drugoj ligi pokazuje svoje ambicije za plasman u Prvu ligu. Po dobivanju nove uprave, Renova na kraju završava na drugom mjestu što joj je bilo dovoljno da se plasira u najviši rang makedonskog nogometa.

Od sezone 2006./07. stalni je član Prve lige, a 2007./08. osvajanjem petog mjesta dobiva priliku po prvi puta zaigrati u Europu, igrajući u Intertoto kupu 2008.

## Renova u Europskim natjecanjima
| Sezona    | Natjecanje         | Kolo        | Drž. | Klub         | Rezultat            |
| --------- | ------------------ | ----------- | ---- | ------------ | ------------------- |
| 2008      | Intertoto kup      | 1. kolo     |      | Rijeka       | 0:0, 2:0            |
| 2008      | Intertoto kup      | 2. kolo     |      | Bnei Sakhnin | 1:2, 0:1            |
| 2009./10. | UEFA Europska liga | 1. kolo kv. |      | Dinamo Minsk | 1:2, 1:1            |
| 2010./11. | UEFA Liga prvaka   | 2. kolo kv. |      | AC Omonia    | 0:3, 0:2            |
| 2011./12. | UEFA Europska liga | 1. kolo kv. |      | Glentoran FC | 2:1, 1:2 (2:3 11 m) |
| 2012./13. | UEFA Europska liga | 1. kolo kv. |      | AC Libertas  | 4:0, 4:0            |
|           |                    | 2. kolo kv. |      | FC Gomel     | 0:2, 1:0            |

## Vanjske poveznice
- Renovina službena stranica  Arhivirana inačica izvorne stranice od 21. kolovoza 2008. (Wayback Machine)
- FSM